# Akicera grisea
Akicera grisea är en insektsart som beskrevs av Jean Guillaume Audinet Serville 1831. Akicera grisea ingår i släktet Akicera och familjen Pamphagidae. Inga underarter finns listade i Catalogue of Life.